# Lijst van Tweede Kamerleden 1925-1929

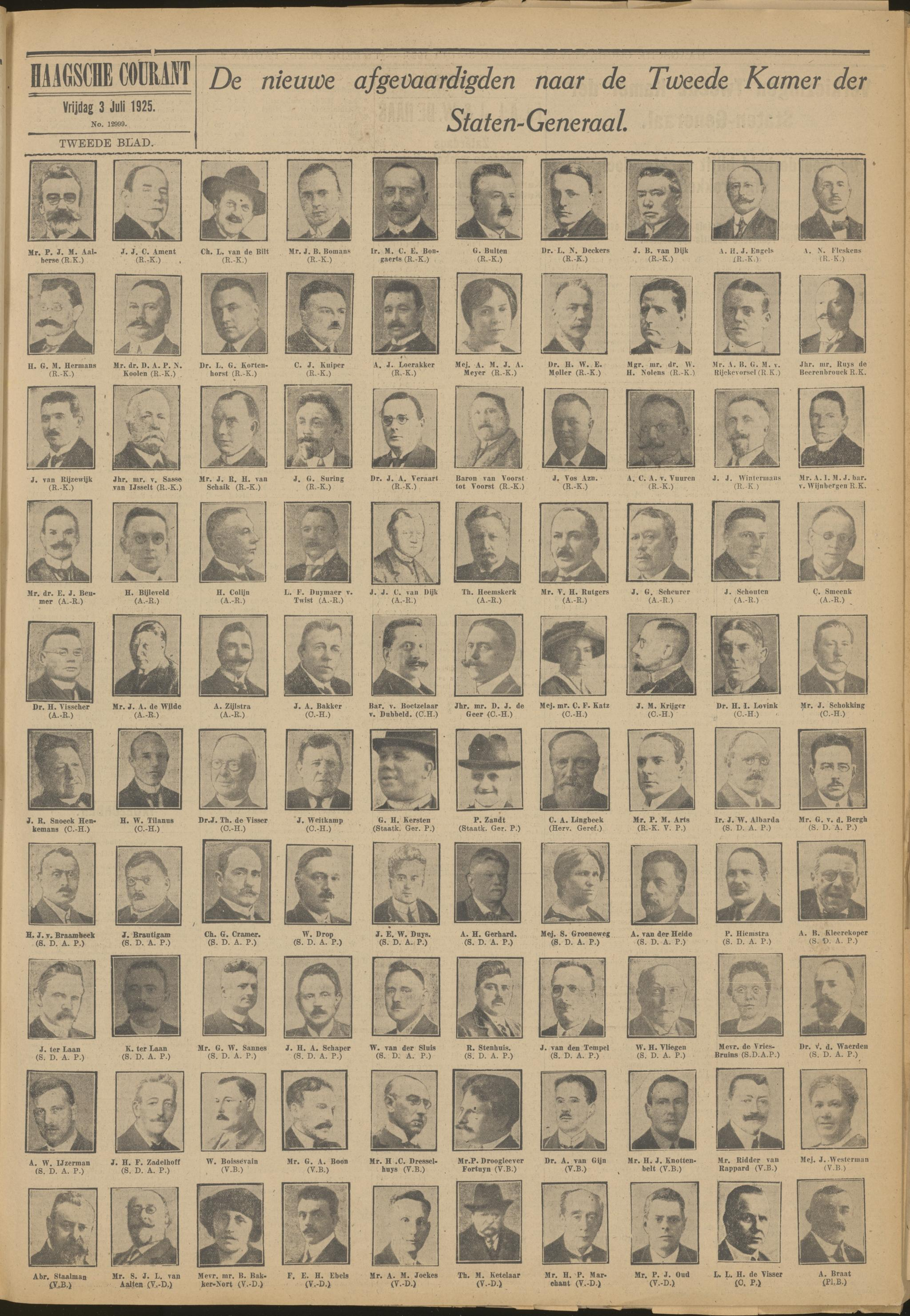

De samenstelling van de Tweede Kamer der Staten-Generaal 1925-1929 biedt een overzicht van de Tweede Kamerleden in de periode tussen de Tweede Kamerverkiezingen van 1 juli 1925 en de Tweede Kamerverkiezingen van 3 juli 1929. De regering werd in augustus 1925 gevormd door het kabinet-Colijn I. De zittingsperiode ging in op 15 september 1925. Er waren 100 Tweede Kamerleden.
De partijen staan in volgorde van grootte. De politici staan in alfabetische volgorde, uitgezonderd de fractieleider, die telkens vetgedrukt als eerste van zijn of haar partij vermeld staat.

## Gekozen bij de verkiezingen van 1 juli 1925

### RKSP (30 zetels)
- Wiel Nolens, fractievoorzitter
- Piet Aalberse
- Joannes Josephus Cornelis Ament
- Charles Ludovicus van de Bilt
- Jan Bomans
- Gerardus Bulten
- Laurentius Nicolaas Deckers
- Johannes Baptiste van Dijk
- Arnold Engels
- Albertus Nicolaas Fleskens
- Henri Hermans
- Gerardus Wilhelmus Kampschöer[1]
- Rad Kortenhorst
- Kees Kuiper
- Annie Meijer
- Hendrik Moller
- Augustinus Bernardus Gijsbertus Maria van Rijckevorsel
- Jan van Rijzewijk
- Charles Ruijs de Beerenbrouck
- Peter Johannes Rutten[1]
- Alexander van Sasse van Ysselt
- Josef van Schaik
- Johannes Georgius Suring
- Joannes Antonius Veraart
- Louis François Joseph Maria van Voorst tot Voorst
- Jacobus Vos Azn.
- Adrianus Cornelis Antonie van Vuuren
- Antonius Ignatius Maria Josephus van Wijnbergen
- Jef Wintermans

### SDAP (24 zetels)
- Willem Albarda, fractievoorzitter
- George van den Bergh
- Hendrik Jan van Braambeek
- Johan Brautigam
- Charles Cramer
- Willem Drop
- Jan Duijs
- Adriaan Gerhard
- Suze Groeneweg
- Albert van der Heide
- Pieter Hiemstra
- Arie IJzerman
- Asser Benjamin Kleerekoper
- Jan ter Laan
- Kornelis ter Laan
- Goswijn Sannes
- Jan Schaper
- Wiebe van der Sluis
- Roelof Stenhuis
- Jan van den Tempel
- Willem Vliegen
- Agnes de Vries-Bruins
- Theo van der Waerden
- Jan van Zadelhoff

### ARP (13 zetels)
- Theo Heemskerk, fractievoorzitter
- Egbertus Johannes Beumer
- Hendrik Bijleveld
- Jannes Johannes Cornelis van Dijk
- Lodewijk Franciscus Duymaer van Twist
- Chris van den Heuvel[1]
- Hendrik Aukes Leenstra[1]
- Jan Gerrit Scheurer
- Jan Schouten
- Chris Smeenk
- Hugo Visscher
- Jacob Adriaan de Wilde
- Albertus Zijlstra

### CHU (11 zetels)
- Johannes Theodoor de Visser, fractievoorzitter
- Jouke Bakker
- Carel Wessel Theodorus van Boetzelaer van Dubbeldam
- Frida Katz
- Jan Krijger jr.
- Johan Langman[1]
- Hermanus Johannes Lovink
- Jan Rutgers van Rozenburg[1]
- Johan Reinhardt Snoeck Henkemans
- Hendrik Tilanus
- Jan Weitkamp

### Vrijheidsbond (9 zetels)
- Hendrik Coenraad Dresselhuys, fractievoorzitter
- Walrave Boissevain
- Gerard Adolf Boon
- Pieter Droogleever Fortuyn
- Anton van Gijn
- Hendrik Johan Knottenbelt
- Anthon Gerrit Aemile van Rappard
- Abraham Staalman
- Jo Westerman

### VDB (7 zetels)
- Henri Marchant, fractievoorzitter
- Simon Jakob Levie van Aalten
- Betsy Bakker-Nort
- Fekko Ebel Hajo Ebels
- Dolf Joekes
- Theodore Matthieu Ketelaar
- Pieter Oud

### SGP (2 zetels)
- Gerrit Hendrik Kersten, fractievoorzitter
- Pieter Zandt

### HGSP (1 zetel)
- Casper Andries Lingbeek, fractievoorzitter

### Plattelandersbond (1 zetel)
- Arend Braat, fractievoorzitter

### CPH (1 zetel)
- Lou de Visser, fractievoorzitter

### RKVP (1 zetel)
- Pius Arts, fractievoorzitter

## Bijzonderheden
- Max Bongaerts, Dionysius Adrianus Petrus Norbertus Koolen (beiden RKSP), Hendrik Colijn, Victor Henri Rutgers (beiden ARP), Jan Schokking en Dirk Jan de Geer (beiden CHU) namen hun verkiezing niet aan vanwege hun benoeming tot minister in het kabinet-Colijn I. Hun opvolgers, Gerardus Wilhelmus Kampschöer, Peter Johannes Rutten (beiden RKSP), Chris van den Heuvel, Hendrik Aukes Leenstra (beiden ARP), Johan Langman en Jan Rutgers van Rozenburg (beiden CHU), werden op 15 september 1925 geïnstalleerd.

## Tussentijdse mutaties

### 1926
- 1 mei: Jan Rutgers van Rozenburg (CHU) vertrok vrijwillig uit de Tweede Kamer. Zijn opvolger Jan Schokking werd op 18 mei dat jaar geïnstalleerd.
- 16 december: Hendrik Coenraad Dresselhuys (Vrijheidsbond) overleed. Hij werd als fractievoorzitter van de Vrijheidsbond op 6 januari 1927 opgevolgd door Anton van Gijn. Zijn opvolger als Tweede Kamerlid, Steven Edzo Broeils Bierema, werd op 15 februari 1927 geïnstalleerd.

### 1928
- 20 juni: Jan Gerrit Scheurer (ARP) overleed. Zijn opvolger Theunis Heukels werd op 18 september dat jaar geïnstalleerd.
- 17 juli: Simon Jakob Levie van Aalten (VDB) overleed. Zijn opvolgster Mien van Itallie-van Embden werd op 18 september dat jaar geïnstalleerd.
- 18 september: Augustinus Bernardus Gijsbertus Maria van Rijckevorsel  (RKSP) nam ontslag vanwege zijn benoeming tot Commissaris van de Koningin van Noord-Brabant. Zijn opvolger Louis Feber werd op 16 oktober dat jaar geïnstalleerd.
- 19 oktober: Walrave Boissevain (Vrijheidsbond) vertrok uit de Tweede Kamer vanwege zijn functie van wethouder van Amsterdam. Zijn opvolger Isidoor Henry Joseph Vos werd op 25 oktober dat jaar geïnstalleerd.

### 1929
- 1 mei: Jef Wintermans (RKSP) nam ontslag vanwege zijn benoeming tot inspecteur in het landbouwonderwijs. Gezien de korte resterende duur van de zittingsperiode werd niet meer in de vervanging van zijn vacature voorzien.

1815-1818 ·
1818-1821 ·
1821-1824 ·
1824-1827 ·
1827-1830 ·
1830-1833 ·
1833-1836 ·
1836-1839 ·
1839-1842 ·
1842-1845 ·
1845-1848 ·
1848-1849 ·
1849-1850 ·
1850-1852 ·
1852-1853 ·
1853-1854 ·
1854-1856 ·
1856-1858 ·
1858-1860 ·
1860-1862 ·
1862-1864 ·
1864-1866 ·
1866 (sep) ·
1866-1868 ·
1868-1869 ·
1869-1871 ·
1871-1873 ·
1873-1875 ·
1875-1877 ·
1877-1879 ·
1879-1881 ·
1881-1883 ·
1883-1884 ·
1884-1886 ·
1886-1887 ·
1887-1888 ·
1888-1891 ·
1891-1894 ·
1894-1897 ·
1897-1901 ·
1901-1905 ·
1905-1909 ·
1909-1913 ·
1913-1917 ·
1917-1918 ·
1918-1922 ·
1922-1925 ·
1925-1929 ·
1929-1933 ·
1933-1937 ·
1937-1946 ·
1946-1948 ·
1948-1952 ·
1952-1956 ·
1956-1959 ·
1959-1963 ·
1963-1967 ·
1967-1971 ·
1971-1972 ·
1972-1977 ·
1977-1981 ·
1981-1982 ·
1982-1986 ·
1986-1989 ·
1989-1994 ·
1994-1998 ·
1998-2002 ·
2002-2003 ·
2003-2006 ·
2006-2010 ·
2010-2012 ·
2012-2017 ·
2017-2021 ·
2021-2023 ·
2023-heden
Overzicht historische zetelverdeling